# 岡山文武場
岡山文武場（おかやまぶんぶじょう）は、江戸時代末期に紀伊国紀州藩が設けた藩校。現存はしておらず、和歌山市の市街地を整備するために廃された。

## 沿革

### 岡山文武場
安政3年（1856年）、海防強化に向けて和歌山城の南隣に岡山文武場が開設された。

### 学習館文武場
慶応2年（1866年）、徳川茂承が行った軍制改革に伴い藩校改革も行われ、学習館を岡山文武場へ移転させて全体を学習館文武場と称した。修業年齢を従来の30歳から50歳へ引き上げるなどを行ったため、200～600人だった生徒数が数倍になったという。また、特筆すべき点は漢文の素読試験に限り、百姓や町人も参加できるようになったことである。

## 教科

### 岡山文武場内
- 国学
- 漢学
- 蘭学
- 洋算
- 習礼
- 兵学
- 剣術
- 槍術
- 体術

### 岡山文武場外
- 弓術
- 砲術
- 水芸
- 馬術